# Pieve di San Lorenzo (Buggiano)
La Pieve di San Lorenzo si trova nella frazione di Colle e appartiene alla Diocesi di Pescia, comune di Buggiano, provincia di Pistoia, regione Toscana.

## Descrizione
L'edificio, risalente al XIII secolo, è stato rimaneggiato nel corso del Quattrocento e del Cinquecento. A lato il campanile romanico in pietra aperto da bifore ingloba nel basamento i resti di una torre di difesa risalente all'XI secolo. 
All'interno sono conservate alcune tele del XVI e XVII secolo: l'Invenzione della Croce attribuita a Sebastiano Vini o a Pietro Volponi, figlio di Giovan Battista Volponi, detto lo Scalabrino. Un altro dipinto con la Predica di Cristo con i Santi Giovanni Battista ed Evangelista è opera di Carlo Portelli documentata al 1571, mentre il Martirio di San Lorenzo, datato 1581, è riferibile a Giovanni Brina e si mostra come una derivazione dallo stesso soggetto dipinto dal Macchietti per Santa Maria Novella a Firenze, del 1573. La tela con la Cacciata degli angeli ribelli è invece attribuita al bolognese Alessandro Tiarini.  
Degno di nota è inoltre un Crocifisso ligneo del XIV secolo e il battistero, costruito recuperando lastre di marmo di un ambone del XII secolo.